# Stazione di Alcorcón
La stazione di Alcorcón è una stazione ferroviaria che sorge lungo la ferrovia Móstoles-Madrid-Parla, a servizio del comune di Alcorcón nella comunità autonoma di Madrid.

## Storia
La stazione ferroviaria di Alcorcón esiste dall'apertura della linea a scartamento ridotto Madrid-Almorox, alla fine del XIX secolo.
Durante la Guerra civile spagnola, la rete subì molti danni e la stazione di Alcorcón fu distrutta a causa dei cannoni e dell'aviazione durante la battaglia di Madrid.
Negli anni settanta del XX secolo, la ferrovia Madrid-Almorox è stata chiusa per essere sostituita nella maggior parte del suo percorso da una linea di scartamento diverso.
Dal 1980 la linea diventa parte della rete delle Cercanías di Madrid.

## Movimento
Dalla stazione di Alcorcón transitano i treni della linea C-5 della rete di Cercanías di Madrid.

## Servizi
- Ascensore
- Parcheggio di interscambio

## Interscambi
La stazione consente l'interscambio con la fermata Alcorcón Central, capolinea della linea 12 della metropolitana di Madrid
Nelle vicinanze della stazione effettuano fermata alcune linee urbane automobilistiche, gestite da EMT Madrid.
- Fermata metropolitana (Alcorcón Central, linea 12)
- Fermata autobus